# Christopher Judge
Douglas Christopher Judge (Los Angeles, 13 ottobre 1964) è un attore e doppiatore statunitense.
Ha iniziato la sua carriera di attore negli anni '80 ed è diventato famoso per il suo ruolo in "Stargate SG-1", una serie televisiva di successo che è andata in onda per dieci stagioni. Il suo personaggio, Teal'c, è stato un Jaffa, un guerriero alieno, ed è diventato uno dei preferiti dei fan.
Oltre al suo lavoro in "Stargate SG-1", Judge ha lavorato in diversi altri progetti televisivi, tra cui partecipazioni in "The Dark Knight Rises", "Andromeda" e "Mortal Kombat: Conquest". Tuttavia, è stato il suo ruolo come voce di Kratos nel videogioco God of War del 2018 a portare la sua carriera a nuove vette di successo. Questo gioco è stato acclamato dalla critica e ha guadagnato numerosi premi.
Christopher Judge è noto non solo per il suo talento attoriale ma anche per la sua voce profonda e distintiva, che ha reso Kratos un personaggio iconico nei videogiochi. La sua carriera è stata varia, spaziando dal cinema e dalla televisione ai videogiochi, e ha accumulato un seguace di fan devoti nel corso degli anni.

## Biografia
Judge è nato e cresciuto a Los Angeles e ha un fratello minore, Jeff, anch'egli attore.
Desideroso fin dai tempi delle scuole superiori di diventare attore, ha sempre puntato sullo sport come rampa di lancio per la sua carriera: distintosi in particolare nel football, ha ricevuto una borsa di studio per meriti sportivi all'Università dell'Oregon ed è stato per tre volte un All American. È inoltre un appassionato giocatore di golf.

## Carriera
Dopo aver cominciato a frequentare la scuola attoriale di Howard Fine nel 1989, Judge ottiene diversi piccoli ruoli negli anni novanta tra cui alcuni in famose serie televisive quali MacGyver e Willy, il principe di Bel-Air. 
Nel 1997 ottiene il ruolo che lo consacra a livello internazionale, Teal'c in Stargate SG-1, a cui ne seguiranno molti altri specie sul piccolo schermo; per quanto riguarda il cinema il suo exploit più importante è sicuramente il ruolo nel film Il cavaliere oscuro - Il ritorno, terzo capitolo della trilogia di Christopher Nolan dedicata a Batman, nel quale interpreta la parte di uno scagnozzo dell'antagonista Bane.
Nel 2018 ha doppiato il protagonista Kratos nel nuovo capitolo della saga videoludica God of War, performance premiata come Fan Favorite Male Voice Actor ai Gamers' Choice Awards. Torna a doppiare il Fantasma di Sparta nel 2022 nel sequel God of War Ragnarök.

## Vita privata
Si è sposato due volte: la prima con Margaret, da cui ha avuto Christopher Jordan, Cameron (giocatore della CFL) e Catrina Jasmine; la seconda con la modella e attrice Gianna Patton, con cui è convolato a nozze il 28 dicembre 2011 e che lo ha reso padre di Chloe Jolie.

## Filmografia

### Attore

#### Cinema
- Due nel mirino (Bird on a Wire), regia di John Badham (1990)
- Uomini al passo (Cadence), regia di Martin Sheen (1990)
- House Party 2, regia di Doug McHenry e George Jackson (1991)
- Out of Line, regia di Johanna Demetrakas (2001)
- Snow Dogs - 8 cani sotto zero (Snow Dogs), regia di Brian Levant (2002)
- A Dog's Breakfast, regia di David Hewlett (2007)
- Stargate: L'arca della verità (Stargate: The Ark of Truth), regia di Robert C. Cooper (2008)
- Stargate: Continuum, regia di Martin Wood (2008)
- I figli degli dei (Children of the Gods), regia di Mario Azzopardi (2009)
- Paradox, regia di Brenton Spencer (2010)
- Rehab, regia di Rick Bieber (2011)
- Il cavaliere oscuro - Il ritorno (The Dark Knight Rises), regia di Christopher Nolan (2012)
- Il signore degli elfi (Clash of the Empires), regia di Joseph J. Lawson (2012)
- Mega Shark vs. Mecha Shark, regia di Emile Edwin Smith (2014)
- A Tiger's Tail, regia di Michael J. Sarna (2014)
- Knock 'em Dead, regia di David DeCoteau (2014)
- Reaper, regia di Wen-Han Shih (2014)
- L.A. Apocalypse - Apocalisse a Los Angeles (LA Apocalypse), regia di Michael J. Sarna (2014)
- To Have and to Hold, regia di Ray Bengston (2015)
- Before the Border, regia di Tom Fox Davies (2015)
- Flashes, regia di Amir Valinia (2015)
- Nobility, regia di E.J. De la Pena (2017)

#### Televisione
- Neon Rider – serie TV, episodio 1x06 (1990)
- MacGyver – serie TV, episodio 5x13 (1990)
- 21 Jump Street – serie TV, episodio 4x21 (1990)
- Booker – serie TV, episodi 1x13-1x20 (1990)
- Sirens – serie TV, 22 episodi (1994-1995)
- Willy, il principe di Bel-Air (The Fresh Prince of Bel-Air) – serie TV, episodio 6x10 (1995)
- Stargate SG-1 – serie TV, 211 episodi (1997-2007)
- First Wave – serie TV, episodio 3x20 (2001)
- Freedom – serie TV, episodio 1x11 (2001)
- Romantic Comedy 101, regia di Peter DeLuise – film TV (2002)
- Just Cause – serie TV, episodio 1x12 (2002)
- Andromeda – serie TV, episodi 2x20-3x21 (2002-2003)
- Personal Effects, regia di Michael Scott – film TV (2005)
- Stargate Atlantis – serie TV, episodi 4x03-4x17 (2007-2008)
- NCIS: Los Angeles – serie TV, episodio 2x07 (2010)
- The Mentalist – serie TV, episodio 4x19 (2012)
- Sharknado 3 (Sharknado 3: Oh Hell No!), regia di Anthony C. Ferrante – film TV (2015)
- The Guardians of Justice - serie TV, 6 episodi (2022)

### Doppiatore
- Adventures from the Book of Virtues – serie TV, 13 episodi (2000)
- Action Man – serie TV, 14 episodi (2000-2001)
- Def Jam Vendetta – videogioco (2003)
- X-Men: Evolution – serie TV, 19 episodi (2000-2003) – Magneto
- He-Man and the Masters of the Universe – serie TV, 4 episodi (2003-2004)
- Def Jam: Fight for NY – videogioco (2004)
- Turok – videogioco (2008)
- Max Steel: Bio Crisis, regia di Greg Richardson (2008)
- Dead Space: Aftermath, regia di Mike Disa (2011)
- Stargate SG-1: Unleashed – videogioco (2013)
- World of Warcraft: Warlords of Draenor – videogioco (2014)
- God of War – videogioco (2018) – Kratos
- God of War Ragnarök – videogioco (2022) – Kratos
- Secret Level – serie animata, episodio 1x15 – Kratos

## Riconoscimenti
- British Academy Video Games Awards
  - 2019 – Candidatura per la miglior performance per God of War[2]
  - 2023 – Miglior performance protagonista per God of War Ragnarök[3]
- Gamers' Choice Awards
  - 2018 – Fan Favorite Male Voice Actor (Kratos in God of War)
- Saturn Award
  - 2002 – Candidatura per il miglior attore non protagonista in una serie TV per Stargate SG-1
- The Game Awards
  - 2018 – Candidatura per la miglior performance per God of War
  - 2022 – Miglior performance per God of War Ragnarok[4]

## Doppiatori italiani
Nelle versioni in italiano delle opere in cui ha recitato, Christopher Judge è stato doppiato da:
- Claudio Fattoretto in Stargate SG-1, Stargate Atlantis, Stargate: L'arca della verità, Stargate: Continuum
- Alessandro Ballico in NCIS: Los Angeles
- Achille D'Aniello in The Mentalist
- Mario Bombardieri in Il signore degli elfi
- Roberto Draghetti in Mega Shark vs. Mecha Shark
- Andrea De Nisco in The Guardians of Justice

Da doppiatore è stato sostituito da:
- Pierluigi Astore in God of War, God of War Ragnarök
- Leonardo Gajo in Turok